# Trzecia zasada termodynamiki
Trzecia zasada termodynamiki, zasada Nernsta, teoremat cieplny Nernsta może być sformułowana jako postulat: nie można za pomocą skończonej liczby kroków uzyskać temperatury zera bezwzględnego (zero kelwinów), jeżeli za punkt wyjścia obierzemy niezerową temperaturę bezwzględną.
Podstawą takiego zdefiniowania III zasady termodynamiki jest analiza sprawności lodówki. Działa ona na zasadzie odwrotnego cyklu Carnota, a jej sprawność dana jest wzorem:
{\displaystyle \eta ={\frac {Q_{\mathrm {odebrane} }}{W}}={\frac {T_{2}}{T_{1}-T_{2}}}.}
Jeżeli ciało o określonej temperaturze {\displaystyle T_{1}} chcielibyśmy schłodzić do {\displaystyle T_{2}\to 0,} odbierając przy tym skończone ciepło {\displaystyle Q,} to analizując wzór widzimy, że w takim wypadku {\displaystyle Q/W\to 0,} czyli {\displaystyle W\to \infty .} Gdybyśmy podstawili {\displaystyle T_{2}=0,} równanie nie miałoby sensu matematycznego, co oznacza, że nie da się osiągnąć temperatury zera bezwzględnego w skończonej liczbie kroków, wobec czego czasem spotykany zapis tej zasady {\displaystyle S(T=0)=0} jest w myśl tego, co pokazano, błędny.
Inne sformułowanie głosi, że entropia substancji tworzących doskonałe kryształy dąży do 0, gdy temperatura dąży do 0 K:{\displaystyle \lim _{T\to 0}~S(T,V,N)=0.}
Mówiąc jaśniej, gdyby udało się schłodzić jakąś substancję do 0 K i gdyby utworzyła ona kryształ doskonały nieposiadający zamrożonych defektów krystalicznych, to jej entropia musiałaby przyjąć wartość 0. Jest to jednak technicznie, a także formalnie, niewykonalne, dlatego definicja trzeciej zasady termodynamiki w formie
entropia kryształu doskonałego w temperaturze zera bezwzględnego jest równa 0
nie jest poprawna, choć intuicyjnie akceptowalna.